# Myśliwiec (wieś)
Myśliwiec – wieś w Polsce położona w województwie kujawsko-pomorskim, w powiecie wąbrzeskim, w gminie Ryńsk. Siedziba sołectwa. Według podziału administracyjnego Polski obowiązującego w latach 1975–1998, miejscowość należała do województwa toruńskiego. Według Narodowego Spisu Powszechnego (III 2000 r.) liczyła 576 mieszkańców. Jest piątą co do wielkości miejscowością gminy Ryńsk.

## Historia
W 1215 roku wieś zmiankowana była jako w połowie własność biskupia i w połowie własność zakonna. 20 czerwca 1831 gospodarze otrzymali prawo własności ziemi. Na przełomie XVI i XVII wieku należała do dóbr stołowych biskupów chełmińskich. W 1863 roku mieszkaniec wsi Myśliwiec, Cyrklaf, brał udział w powstaniu styczniowym. W przeszłości istniał w Myśliwcu folwark zakonny.
W czasie II wojny światowej Carl Friedrich Goerdeler, jeden z zamachowców na Hitlera z 20 lipca 1944, po nieudanym zamachu ukrywał się w Myśliwcu. W 1947 roku powstała tu jednostka Ochotniczej Straży Pożarnej (OSP).

## Życie religijne
Wieś obecnie należy do parafii Matki Bożej Królowej Polski w Wąbrzeźnie. We wsi znajduje się niewykorzystywany już cmentarz ewangelicki. W centrum Myśliwca znajduje się kapliczka Matki Bożej, z napisem: Przez Wojnę zburzono w roku 1939, odbudowano 1947. O Mario Niepokalanie Poczęta módl się za nami.

## Szkoła
Pierwsza szkoła (ewangelicka) powstała w 1885 roku.

## Pomnik przyrody
W Myśliwcu na cmentarzu ewangelickim znajduje się pomnik przyrody - dąb (suchy) o obwodzie 325 cm i wysokości 24 m.